# NGC 5395
NGC 5395 је спирална галаксија у сазвежђу Ловачки пси која се налази на NGC листи објеката дубоког неба.
Деклинација објекта је + 37° 25' 31" а ректасцензија 13h 58m 37,9s. Привидна величина (магнитуда) објекта NGC 5395 износи 11,7 а фотографска магнитуда 12,5. NGC 5395 је још познат и под ознакама UGC 8900, MCG 6-31-34, CGCG 191-26, KCPG 404B, 1ZW 77, VV 48, ARP 84, KUG 1356+376B, PGC 49747.